# Мієліт
Мієлі́т — запалення спинного мозку, яке спричинюють віруси або бактерії. Може бути первинним чи ускладненням інфекційних захворювань або травм хребта. Іноді поєднується із запаленням речовини головного мозку (енцефаліт), тоді таке спільне ураження об'єднують у понятті енцефаломієліт.
Серед проявів відмічають гарячку, паралічі кінцівок, порушення чутливості за провідниковим типом, тазові порушення, трофічні розлади.
Хворобу лікують глюкокортикостероїдами (преднізолон тощо), антибіотиками, діуретиками, вітаміном В1. Необхідний ретельний догляд за шкірою, обробка пролежнів. У стадії відновлення — діазепам, мідокалм, ЛФК, масаж. У резидуальній стадії — санаторно-курортне лікування.